# 上原冴香
上原 冴香（うえはら さやか、1985年9月13日 - ）は、日本のグラビアアイドル、レースクイーン。かつてアヴィラに所属しており、その後K-pointに移籍。旧芸名は上原 沙恵（うえはら さえ）。大阪府大阪市出身。血液型はA型。

## 人物
- 趣味：ジム通い、舞台鑑賞
- 特技：水泳、掃除
- 好きな色：ピンク、白
- 好きな物：焼き肉、杏仁豆腐、キティちゃん[1]。
- 嫌いな物：メロン、納豆、お化け屋敷[2]。
- 好きな男性のタイプは年上の関西人。
- 実家でうさぎを飼っている。
- 妹が1人いる。

## エピソード
- 2004年、観光目的で東京に遊びに来ていた際に渋谷109の前でスカウトされたのが芸能界入りのきっかけとなる。
- 同じK-pointに所属していた平塚奈菜とは仲が良く、頻繁に互いのブログに登場している。[3][4]また同事務所で、舞台共演の多かったりりあんとも仲良しで、プライベートでも交流がある。[5]

## 主な活動

### レースクイーン
- SUPER GT GT300クラス　2005年「 American Racing D&D 」レースクイーン
- SUPER GT GT300クラス　2006年「ハンコックタイヤイメージガール 」レースクイーン[6]
- SUPER GT GT300クラス　2009年「Team TAISAN タイサンレディ」レースクイーン[7]
- SUPER GT GT300クラス　2010年「Directionガール」レースクイーン

### テレビ
- 優子がゼッタイ!（中京テレビ、2005年〜）
- 週刊バイクTV（千葉テレビ、2005年〜）
- さんまのスーパーからくりTV（TBS、 2005年放送）
- トリビアの泉（フジテレビ、2005年放送）
- 超星艦隊セイザーX（テレビ東京、2005年〜）
- 続・RQコラボ（スカイパーフェクTV!、2005年）
- エンタdeパンチ（スカイパーフェクTV!、2006年）
- 芸恋リアル（日本テレビ系、2006年7月）
- アバンギャル道（あっ!とおどろく放送局2006年1月〜）
- あっ!とモバイルpresentsモバチャン6「〜AcQuA EP Seijiのうぶ毛のじかん〜」（あっ!とおどろく放送局2006年10月〜2007年）
- 浜ちゃんが!（日本テレビ系、2011年〜） - 「売る」編にアシスタントとして定期的に出演
- ダイヤモンドグローブ（フジテレビ系列、2009年）
- さまぁ〜ずのヤリタ☆ガ〜リ〜（TBS、 2011年）
- SMAP×SMAP（フジテレビ、2009年）
- 週刊♂オトコ自身 (BeeTV、2012年)
- SMAP☆がんばりますっ!!（フジテレビ、2010年）

### ドラマ
- 『美丘-君がいた日々-』（日本テレビ、2010年）第1話
- 『TOKYOエアポート〜東京空港管制保安部〜』（フジテレビ、2012年）
- 『WONDA×AKB48 ショートストーリー「フォーチュンクッキー」』（フジテレビ、2013年）
- 『血の轍』 (WOWOW、2014年~)
- 『間違われちゃった男』（フジテレビ、2013年）

### 映画
- 『サンブンノイチ』（2014年4月1日公開）
- 『土竜の唄』（2014年2月15日公開）

### 舞台
- 熱風素敵舞台vol.5「輪廻転生シスターズ」(2009年12月9日-13日、新宿シアターブラッツ)
- 熱風素敵舞台Vol.6「バリューな時間」(2010年8月4日-8日、アイピット目白)
- 「SAKURA」(2010年11月、エアースタジオ）
- 劇団スカンクシアター「秘蜜。2 〜Wedding Party〜」（2011年3月9日-14日,Geki地下Liberty）
- 「十二人の怒れる人々」(2011年2月、エアースタジオ）
- 「飯田家の最期」(2011年2月、エアースタジオ）

### PV出演
- 逗子三兄弟「マーメイド」（2009年・アルバム『逗子三兄弟』収録）[8]

### ラジオ
- アイドル美少女FILE 「アイドルパーティー」（有線放送、2005年〜）
- Someone Produce（モバイル放送、2006年〜）

### CM
- ハイパーアジル -2006年10月〜（当時同じ事務所に所属の渡辺結花・上杉弘美と共演）
- 紳士服はるやま - 2007年2月〜2007年5月（当時同じ事務所に所属の小倉優子らと共演）
- スシロー - 2009年〜

### 携帯サイト
- アイドルがイッパイ （アイパイ）
- 野村誠一写真館（講談社）
- パジャマdeおジャマ（ワニブックス）

### 雑誌
- 「ヤングアニマル」（白泉社、2004年）
- 「GRAPHY」（KKベストセラーズ、2005年）
- 「FLASH」（光文社、2005年〜2006年）
- 「FRIDAYダイナマイト」（講談社、2005年）
- 「Sabra」（小学館、2005年）
- 「スコラ」（スコラマガジン、2006年〜2007年4月）
- 「DVDスコラ」（スコラマガジン、2006年7月）
- 「週刊プレイボーイ」（集英社、2007年〜）
- 「Mac People」（アスキー、2006年）
- 「UP TO BOY」（ワニブックス、2006年）

### DVD・トレカ
- 「 RQ REVOLUTION」 (ビーエムドットスリー、 2005年)
- 「 衝動」 (トリコ、2006年)
- 「 WAO!SAYAKA~NA」 (BNS、2010年)
- デジタル写真集
  - 上原沙恵（デジタル出版）
  - 上原沙恵2 （デジタル出版）
- トレーディングカード
  - SRQ 2006 プレミアム（2006年発売）
  - SIC 2006 X'mas （2006年発売）